# Bolyki Tamás
Bolyki Tamás (Budapest, 2000. március 3. –) jazz-gitáros, zeneszerző.

## Pályafutása
Zenei tanulmányait 2005-ben, a Pászti Miklós Alapfokú Művészeti Iskolában kezdte klasszikus gitár szakon Éles Gábornál (gitáros, énekes). 
Hat év gitártanulás után kezdett el komolyabban érdeklődni a jazz iránt, így került Rieger Attila elismert jazz-gitároshoz, akitől három év magántanulás után sikeresen felvételizett a Bartók Béla Konzervatóriumba, jazz-gitár szakra. 
A középiskola évei alatt olyan kiváló zenészek tanították, mint Juhász Gábor, valamint Gyémánt Bálint(hazánk egyik legismertebb jazz-gitárosa, a Gyémánt Bálint-trió megalapítója).
A jazz mellett szintén nagy figyelmet fordít a komolyzenében való fejlődésre is, amiben nagy segítségére volt Szilvágyi Sándor, klasszikus gitárművész.    
2019 óta több versenyen is sikeresen vett részt, többek közt második helyezést ért el a IV. Országos Jazz Zenei Versenyen.
A Bolyki Tamás Quartet megalapítása után nem sokkal az együttes megnyerte a Magyar Jazz Szövetség által rendezett VII. Jazz Combo Versenyt, a versenyen előadott Expose című saját szerzeménye pedig elnyerte a legjobb kompozíció díját.
Az Expose dal lemezzé egészült ki, és a „GPS” címet kapta. A lemez első verziója 2020 júliusában, a Pannónia Stúdióban került bemutatásra, koncertfilm is készült belőle. 
2022 szeptemberében a SuperSize Recording Stúdióban számos élő bemutatás után újra felvételre került a „GPS” műsor újabb verziója, ami 2022 októberében online és fizikális formában is kiadásra kerül, mint Tamás és a Quartett első albuma.
A GPS produkció után Tamás következő albuma, a My Day is elkészült, először a Reggeli flört, majd a Tölts még! című dal került bemutatsára róla.
2022-ben elkészült Tamás saját Weboldala Archiválva 2022. október 6-i dátummal a Wayback Machine-ben.

## Diszkográfia
Élő felvételek (elérhetők Bolyki Tamás YouTube csatornáján):
A Nagymező utca című dalt Bolyki Tamás és Bolyki Sára írták. A produkció valamennyi tagja a Béla Konzervatórium-ban tanult, napjaik nagy részét a Nagymező utca-ban töltötték, a dal az ott szerzett emlékeket és érzéseket idézi vissza.
Az Expose című dal Bolyki Tamás saját szerzeménye. A Bolyki Tamás Quartet ezzel a dallal nyerte meg a Magyar Jazz Szövetség versenyének első díját, valamint a legjobb hangszerelés különdíjat.
A "Future Real" című dalt a Bolyki Tamás Quartet fúvós szekcióval kiegészülve adta elő a Pannónia Studióban. A dalt a zenekar billentyűse, Bejan Norbert szerezte.
Stúdiófelvételek (elérhetők Bolyki Tamás YouTube csatorján, és az online zenei platformokon):
• Reggeli flört Egy jazz-es, pop-os szám, ami tamás kávéfüggőségéről szól. A Bolyki Tamás Quartet mellett Molnár Enikő énekes és Kübler Dani rapper, és négy vokalista is közreműködik a projektben. A Reggeli flört klipjén Madarász Isti filmrendező rendezte. 
• Tölts még! Tamás egy saját élményéről, vagy inkább életfázisáról szól. Elfáradva és kimerülve, egy olyan nyár után íródott, amikor túlzottan sok volt a tartalom nélküli szórakozás, ivás. A hangszerelés a dal elborult tematikája kedvéért – a szöveghez illeszkedő, trappes stílusban született meg.Albumok 
2022 októberében online és fizikális formában is érkezik a Bolyki Tamás Quartet     GPS című albuma, mely a fiatalok útkereséséről szól.
2022 év végén online és fizikális formában is megjelenik majd Tamás első szólóalbuma, a „My Day”, ami egy napját foglalja össze.